# Cumulus
Cumulus (Cu), chmura kłębiasta – oddzielna, nieprzezroczysta, zwykle biała chmura złożona z kropel wody. Jej górna część (z wyjątkiem gatunku Cumulus fractus) ma kształt kopulasty lub kalafiorowaty. Podstawę ma poziomą, położoną przeważnie na wysokości w przedziale od około 600 do 2500 metrów. Cumulusy są więc rodzajem chmur powstających w piętrze niskim troposfery. Tym chmurom kłębiastym, które są bardziej wypiętrzone, towarzyszą niewielkie opady deszczu. Chmury te potrafią szybko się przekształcać, a typowy czas życia małego cumulusa wynosi 10–30 minut.

## Mechanizmy fizyczne i morfologia (kształt)
Chmury kłębiaste powstają wskutek prądów wstępujących związanych z napływem zimnego powietrza pod cieplejsze, jak to jest w przypadku chmur frontalnych, albo na skutek wznoszenia się termali ciepłego powietrza, jak to jest nad wyspami w strefie międzyzwrotnikowej lub w ciepły słoneczny dzień. Ciepłe powietrze wznosi się pionowo, po czym ulega ochłodzeniu, co prowadzi do kondensacji pary wodnej, a szereg takich termali tworzy charakterystyczne wybrzuszenia w strukturze cumulusa. Dolna część chmury, na poziomie kondensacji, jest czasami szara, ale kolor chmury cumulus nie tyle zależy od jej specyficznych własności na danym poziomie, co jest wynikiem położenia obserwatora w stosunku do Słońca i od jej grubości (optycznej). Wysokość podstawy i wierzchołków zależy od rozkładu temperatury i wilgotności i można ją ocenić używając m.in. atmosferycznych diagramów termodynamicznych.
Obecna taksonomia chmur oparta jest na pracy Luke Howarda z początku XIX wieku, który wprowadził nazwę "Cumulus" jako jedną z trzech głównych "zmienności" (kategorii). Obecnie chmury kłębiaste są badane ze względu na ich efekty klimatyczne poprzez zmianę:
- pokrywy chmur,
- wodności chmurowej,
- mikrofizyki chmur.

## Mikrofizyka
Krople wody w cumulusach są stosunkowo małe (około 10 mikrometrów) i przezroczyste w widmie światła widzialnego od 0,3–0,7 mikrometra. Oznacza to, że chmury te (a także większość chmur wodnych i lodowych) nie absorbują promieniowania słonecznego. Biały kolor cumulusa jest spowodowany mało selektywnym (czyli wszystkie kolory światła podobnie) rozpraszaniem światła na kroplach wody. To, że chmury są szare lub czarne dla obserwatora jest spowodowane odbiciem światła przychodzącego, a nie absorpcją promieniowania słonecznego w chmurach. Wobec tego kolor chmur Cumulus zależy od położenia obserwatora i od pozycji Słońca i nie powinien być używany naukowo do ich charakterystyki. Małe krople chmurowe spadają grawitacyjnie, są jednak utrzymywane w chmurach dzięki ruchom wstępującym. Z płytkich chmur konwekcyjnych rodzaju cumulus nie obserwuje się znaczącego opadu nad lądem. W obszarach pasatowych nad oceanami, aerozole soli morskiej działają jako jądra kondensacji i wtedy można zaobserwować mżawkę lub virgę.

## Efekty klimatyczne
W średnich szerokościach geograficznych, takich, jak Polska, chmury kłębiaste są zazwyczaj związane z wymuszaniem frontalnym lub z efektami termicznymi. Efekty klimatyczne tych chmur są przypuszczalnie małe w porównaniu z innymi procesami takimi jak cyklogeneza i związanymi z nimi układami frontalnymi.
Sytuacja jest zupełnie inna w obszarach podzwrotnikowych wiatrów pasatowych. Wprawdzie pojedyncze chmury Cumulus są stosunkowo małe i ich czas życia jest krótki, ale są one obserwowane na wielkich obszarach i regenerują się cyklicznie. Ich wpływ na globalne albedo słoneczne, na procesy wymiany ciepła pomiędzy oceanem i atmosferą, i na procesy chemiczne (np usuwanie zanieczyszczeń) w atmosferze tropikalnej jest znaczny. W tych obszarach chmury cumulus stanowią naturalne przejście pomiędzy stratocumulusami, obserwowanymi na wschodnich częściach oceanów w obszarze zstępującej komórki Hadleya i obszarem międzyzwrotnikowej strefy zbieżności (ITCZ) charakteryzującej się głęboką konwekcją (chmury cumulonimbus).
Symbol synoptyczny, którym oznacza się chmury gatunków Cumulus humilis i Cumulus fractus (z wyjątkiem Cumulus fractus złej pogody)': 

## Gatunki chmur kłębiastych (Cumulus)
Podobnie jak chmury innych rodzajów, chmury kłębiaste dzielą się na gatunki. Wśród gatunków cumulusów da się czasem wyróżnić tylko jedną odmianę. Gatunki chmur kłębiastych przeobrażają się w kolejne w określonym cyklu.
- Cumulus fractus (Cu fra) – chmury kłębiaste postrzępione, jeszcze nie wykształciły poziomej podstawy ani kopulastej powierzchni górnej. Mają grubość do kilkuset metrów. Występują najczęściej jako początkowe stadium rozwoju chmur kłębiastych. Nie dają opadów. (Fractus z łac. to złamany, postrzępiony).  Cumulus fractus

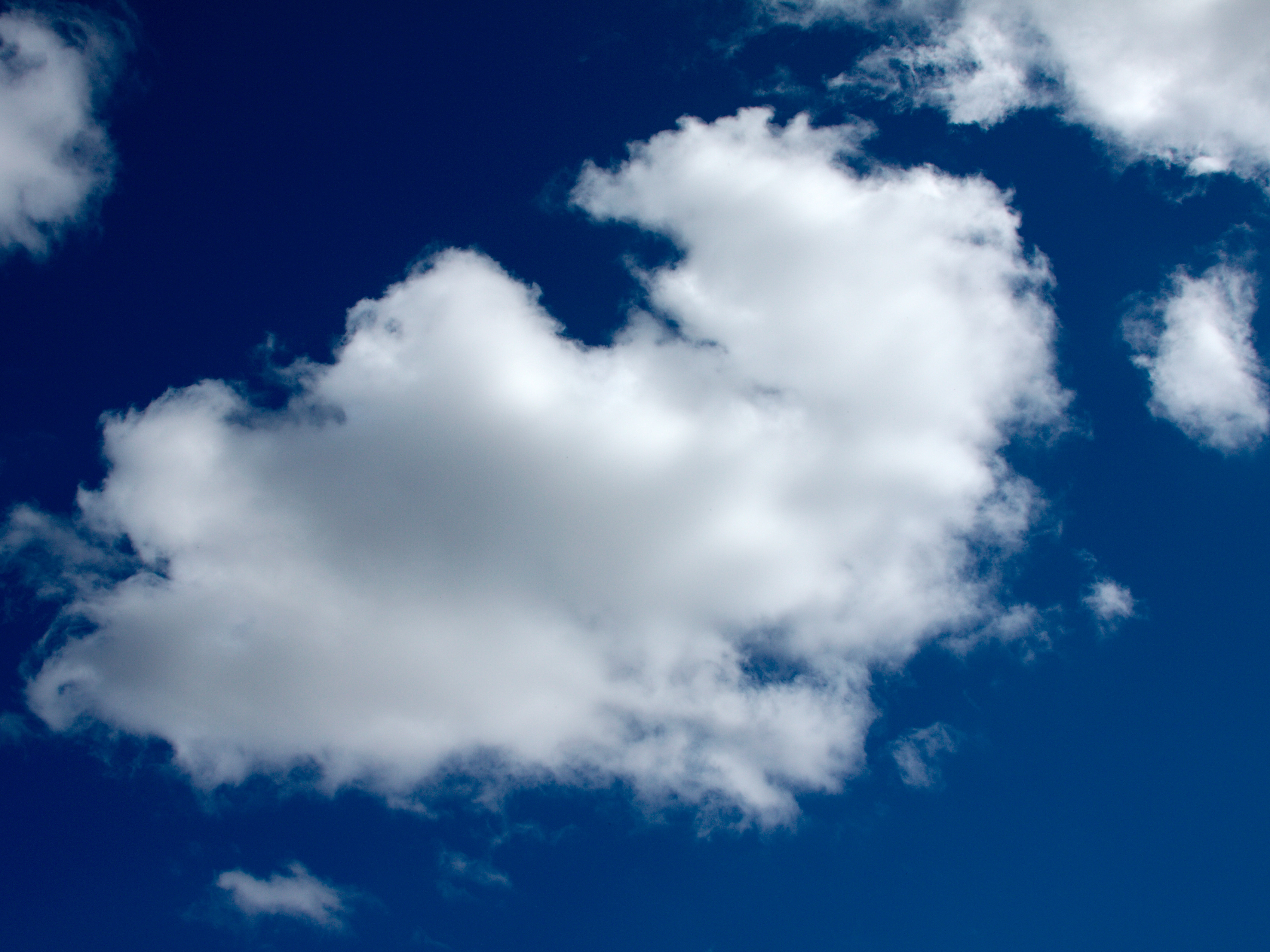
Cumulus fractus

- Cumulus humilis (Cu hum) – tzw. chmury pięknej pogody, to niewielkie, stosunkowo płaskie i rzadko rozmieszczone na niebie cumulusy. Ich grubość wynosi od kilkudziesięciu do kilkuset metrów.
- Cumulus mediocris (Cu med) – chmury kłębiaste średnio wypiętrzone, stadium pośrednie pomiędzy Cumulus humilis a Cumulus congestus. Mają przeciętnie od kilkuset metrów do kilometra wysokości od podstawy. Przeważnie nie dają opadów.Cumulus mediocris nad prerią w Ameryce Północnej

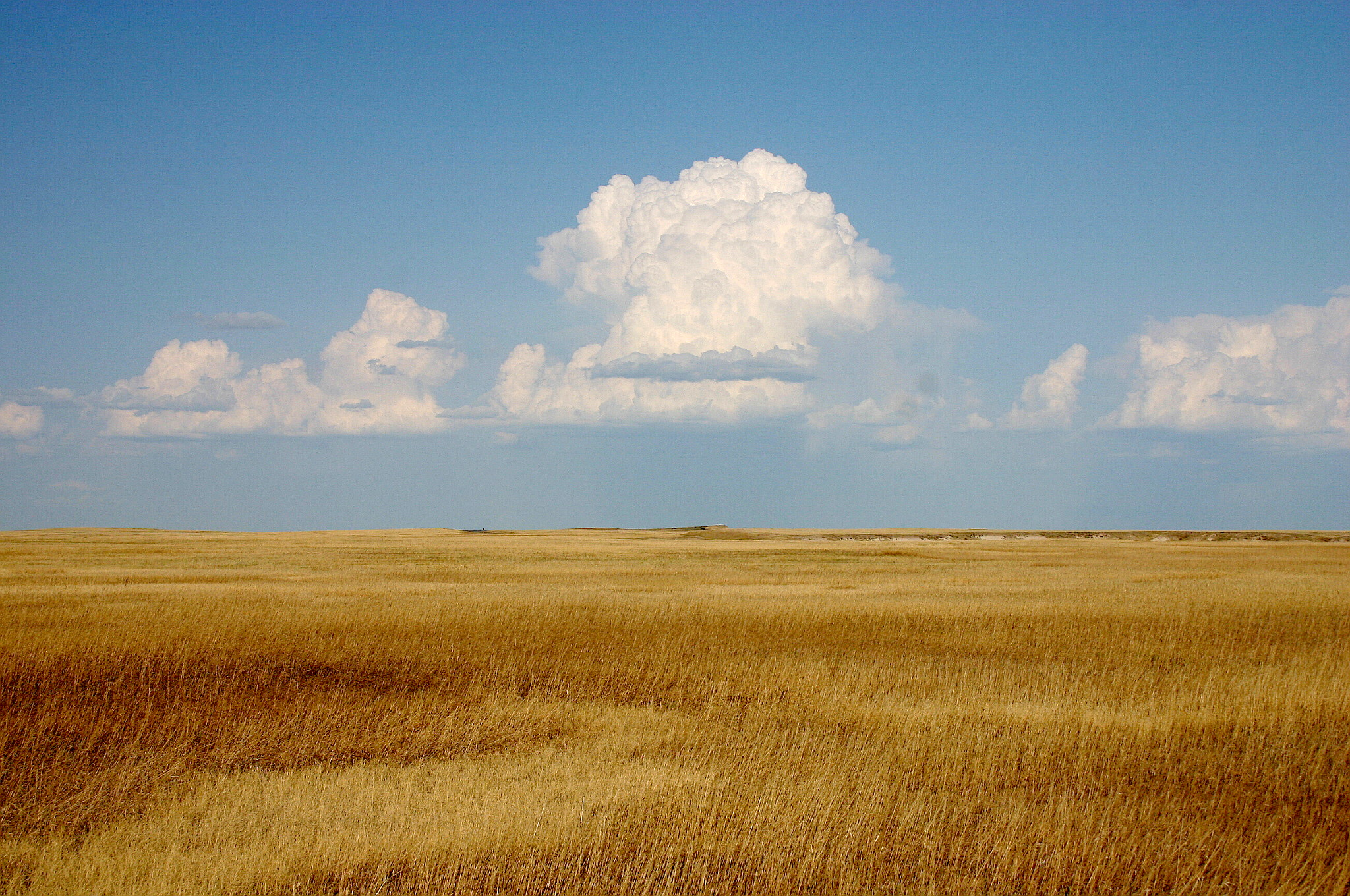
Cumulus mediocris nad prerią w Ameryce Północnej

- Cumulus congestus (Cu con) – chmury kłębiaste wypiętrzone (rozbudowane w kierunku pionowym nawet do kilku kilometrów). Niekiedy dają spokojny opad.Cumulus congestus

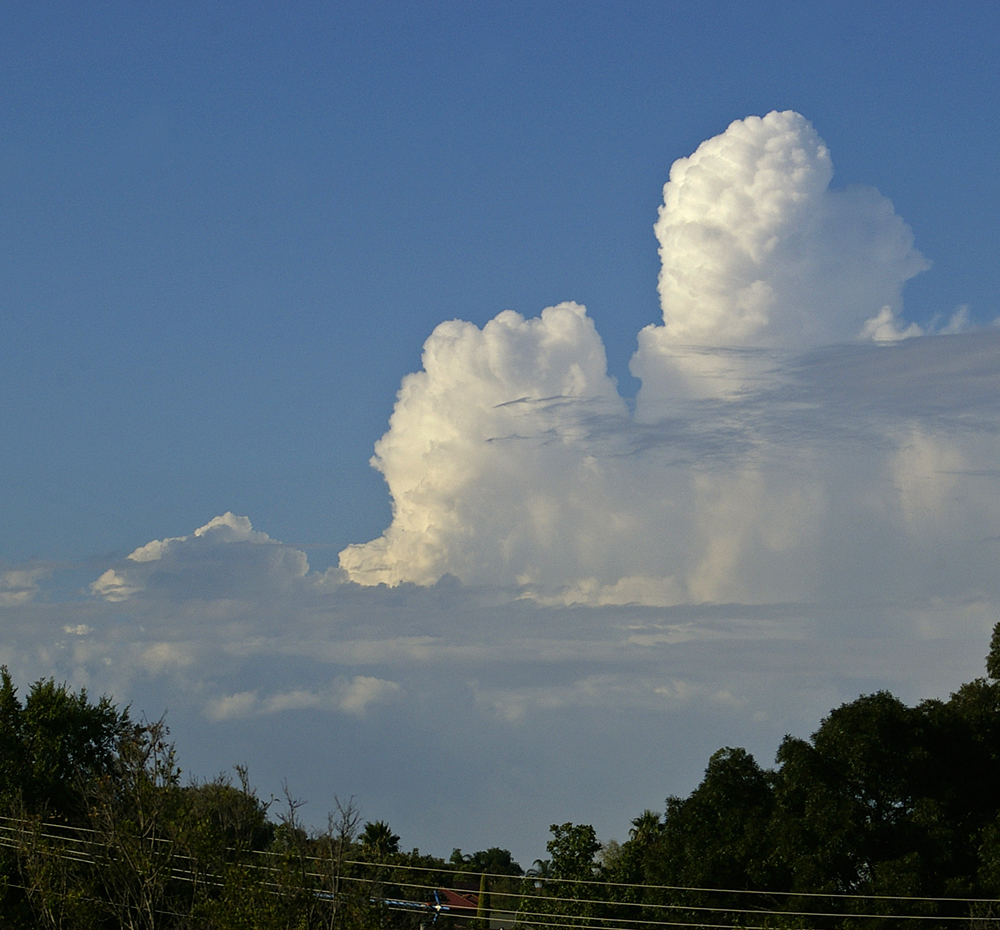
Cumulus congestus

## Odmiany chmur kłębiastych (Cumulus)
- radiatus (ra) – ułożone prostoliniowo w jednym rzędzie, a gdy w wielu, wtedy wydają się mieć układ promienisty, pozornie wybiegający z jednego punktu na horyzoncie.

## Chmury towarzyszące i zjawiska szczególne
Niekiedy można zauważyć:
- pileus (pil)
- velum (vel)
- praecipitatio (pra)
- virga (vir)
- arcus (arc)
- pannus (pan)
- tuba (forma chmury) (tub)